# ビイェリナ
ビイェリナ（セルビア語: Бијељина, ボスニア語: Bijeljina, クロアチア語: Bijeljina）はボスニア・ヘルツェゴビナの都市および基礎自治体で、同国を構成する構成体のうちスルプスカ共和国に属する。スルプスカ共和国北東部に位置し、スルプスカ共和国ではバニャ・ルカに次いで2番目に大きな都市で、ボスニア・ヘルツェゴビナでも5番目に大きな都市である。

## 地勢
ビイェリナは肥沃なセンベリヤ平原（Semberija）に位置し農業が盛んな地域である。スルプスカ共和国内ではもっとも農業が進んでいる地域で、ビートやトウモロコシ、野菜、キャベツ、トマト、スイカなどが栽培されている。また、牛の繁殖や果物の生産も行われている。非公式ながらビイェリナはスルプスカ共和国東部の行政的な中心都市で、人口は約12万人から13万人である。ビイェリナはセルビアとの国境から6キロメートル、クロアチアとの国境からは40キロメートルの場所に位置し工業や食品取引の中心地でもある。町の中心部には広大な中央広場が見られ、都市公園として美しい雰囲気が増している。

## 歴史
ビイェリナ周辺に人の生活の跡が見られるのは紀元前5000年から紀元前3000年の新石器時代に遡り、新石器時代、青銅器時代、鉄器時代等の遺物が発見されている。スラヴ人がやって来るようになったのは7世紀頃のことであった。ビイェリナが最初に言及されたのは1446年のことであるが、現在の地名であるビイェリナは1918年以降から使われているもので、オーストリア＝ハンガリー帝国時代にはベリナ（Belina）やビリナ（Bilina）の地名が使われていた。
1838年には最初の小学校が開校し、1902年には現代的な校舎が建築された。1893年から1895年にかけて、ヨヴァン・ドゥチッチ（Jovan Dučić）が働いていた。ヨヴァン・ドゥチッチはヘルツェゴビナの有名なセルビア系の作家、詩人であり外交官である。ビイェリナの中央にある通りは今日彼の名前に因んで名付けられている。
市庁舎の前には1903年から1918年にかけてセルビア王国の国王であったペタール1世の像が建てられている。第二次世界大戦中はウスタシャが像を取り去ってしまった。第二次世界大戦終結後に成立したユーゴスラビア政府は元に戻すことを拒否したが、1990年代前半に成立した政府は像を元に戻している。ユーゴスラビア社会主義連邦共和国成立後の20世紀中頃にビイェリナは経済的にも文化的にも大きく発展した。新しい、工場や学校、医療施設、文化設備など多くの社会資本が整備されている。

### ボスニア・ヘルツェゴビナ紛争
1991年から1992年にかけて北東ボスニアセルビア人自治地域（Srpska autonomna oblast Severo-Istočna Bosna）の中心であった。ビイェリナは戦略的な場所であることから、最初に戦争に引き込まれた場所の一つとなった。1992年4月の最初の日、ジェリコ・ラジュナトヴィッチ率いるセルビア系の準軍事組織が町を攻撃し、当時の報道によれば約100人が殺され、非セルビア系の住民は町を追われた。これは、ボスニア・ヘルツェゴビナで行われた最初の民族浄化であった。ビイェリナが最初に攻撃されたのはボスニア北東部の角に位置し、セルビアとの国境にも近く戦略的な場所であることからと推測されている。その時からビイェリナは、スルプスカ共和国の領域とされた。ボスニア紛争中、ビイェリナではボスニア・ヘルツェゴビナの他の地域からの難民が急増した。

## 人口動態・民族構成
- 1991年の国勢調査による人口ではビイェリナ自治体は全体で96,796人であった[4]。
  - セルビア人 - 57,541人（59％）
  - ボシュニャク人 - 30,314人（34%）
  - クロアチア人 - 517人
  - その他 - 4,168人

- 2005年の調査では自治体内の人口は105,000人である[5]。紛争時に他の地域よりセルビア系の住民が大量に流入している。

## 教育
ビイェリナに最初に初等学校が開校したのは1838年のことである。第二次世界大戦後、学制が変わり1951年最初の小学校クラスの学校が開校し5年後にもう1校開校する。第三、第四の小学校はそれぞれ1959年、1966年に開校した。1953年からは基礎音楽学校が出来る。ビイェリナには音楽学校や農業学校、経済、技術などの高校がある他、いくつかの大学も立地しボスニア・ヘルツェゴビナでは教育の中心都市でもあり多くの学生が周辺地域に集まっている。

## 交通
ビイェリナの公共交通の中心は路線バスで、周辺の村と市中心部が路線バス網によって結ばれている。町の中心部にあるバスターミナルからはボスニア国内の他の都市や地域、他の欧州の国とも長距離バスによって結ばれている。鉄道路線は1路線のみで、セルビアのシドに通じシドから東側のベオグラード方面、西側のクロアチア方面へ連絡している。

## みどころ
ビイェリナでは多くの催しが行われるが、センベリヤフォルクフェストで知られる国際フォルクローレフェティバルが行われている。フェスティバルは毎年4月から8月の期間行われている。フェスティバルのマスコットはハリネズミで良い仲間のシンボルである。フェスティバルは伝統的なフォルクローレを大事にし、世界中に振興することを目的としている。また、ビイェリナにはドヴロヴィスパがありスルプスカ共和国内ではもっとも有名なスパである。ドゥヴロブスパは1957年に石油探査中に熱水が発見され形作られた。源泉は深さ1,435メートルで温度は75℃でミネラル分を含む。ホテルなどの宿泊施設も整備されている。

## 地区
Places in Bijeljina municipality: Amajlije, Balatun, Banjica, Batar, Batković, Bijeljina, Bjeloševac, Brijesnica, Brodac Donji, Brodac Gornji, Bukovica Donja, Bukovica Gornja, Crnjelovo Donje, Crnjelovo Gornje, Čađavica Donja, Čađavica Gornja, Čađavica Srednja, Čardačine, Čengić, Ćipirovine, Dazdarevo, Dragaljevac Donji, Dragaljevac Gornji, Dragaljevac Srednji, Dvorovi, Glavičice, Glavičorak, Glogovac, Gojsovac, Golo Brdo, Hase, Janja, Johovac, Kacevac, Kojčinovac, Kovanluk, Kriva Bara, Ljeljenča, Ljeskovac, Magnojević Donji, Magnojević Gornji, Magnojević Srednji, Međaši, Modran, Novo Naselje, Novo Selo, Obrijež, Ostojićevo, Patkovača, Piperci, Popovi, Dijelovi, Pučile, Ruhotina, Suho Polje, Triješnica, Trnjaci, Velika Obarska, Velino Selo, Vršani, Zagoni.

## 出身人物
- サボ・ミロシェビッチ - 元サッカー選手
- ルカ・ヨヴィッチ - サッカー選手

## 姉妹都市
- クルシェヴァツ、セルビア
- ルセ、ブルガリア
- クマノヴォ、マケドニア
- ランゲンハーゲン、ドイツ